# Yu Jingxiao
Yu Jingxiao, conosciuto anche con la traslitterazione Yu Ching-hsiao (于敬孝T, Yú JìngxiàoP; 16 novembre 1911 – ...), è stato un cestista cinese.

## Carriera
Con la Repubblica di Cina ha disputato i Giochi olimpici di Berlino 1936.